# أوغسطين مالفينا بلانشكوت
أوغسطين-مالفينا بلانشكوت أو مالفينا بلانشكوت (1830-1897) هي شاعرة وكاتبة فرنسية.
ولدت في يوم 30 نوفمبر 1830 في العامة الفرنسية باريس .   كانت تكسب لقمة عيشها كخياطة ومعلمة.   كتبت الشعر وتم نشر أول أعمالها Rêves et Réalités الأحلام والحقائق عام 1855. تضمنت المجلدات اللاحقة قصائد جديدة في عام 1861، وطبعات من النساء : أفكار ومشاعر وصور شخصية عام 1868، والمتشددون والشعراء عام 1871، وألواح المرأة المعلقة على الكومونة عام 1872، و طوال الحياة، انطباعات جديدة عن المرأة عام 1875. 
في عام 1888، تم تعيين قصيدتها Les larmes دموع على موسيقى بيوتر إليتش تشايكوفسكي . 
توفيت في 21 فبراير 1897 في باريس. 